# Aberdaron
Aberdaron és un poblet turístic en l'extrem de la península gal·lesa de Llŷn. D'acord amb el cens del 2001, dels seus 987 habitants, un 76% parlava gal·lès correctament, amb les franges més altes de gal·loparlants en els grups d'edat 10-15 i 20-24, amb un 100% de persones que podien parlar-lo.

## Centre històric

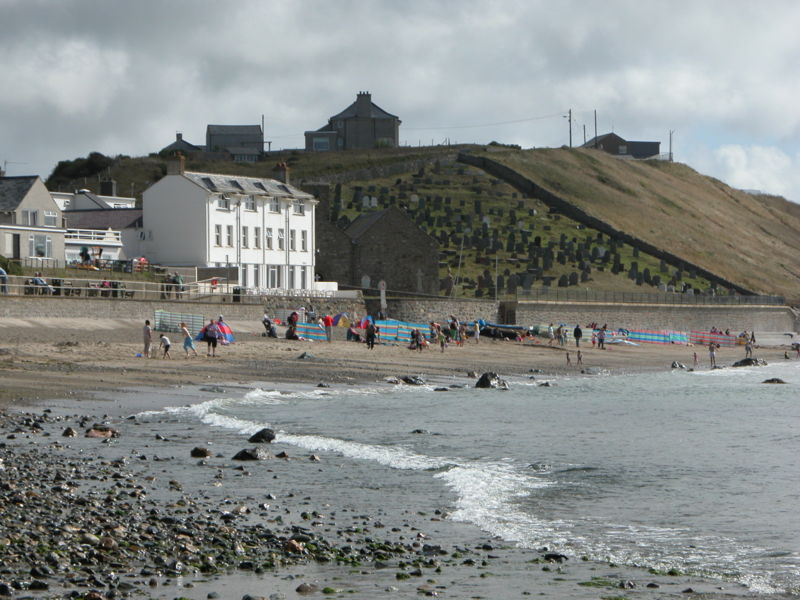
Vista general d'Aberdaron

El poble d'Aberdaron es formà com un nucli de cases a redós de l'església de Sant Hywyn, l'origen de la qual es remunta al segle v, quan el Sant s'hauria establert a la costa davant de l'illa d'Ellis (vegeu més avall). La seva senzilla església de fusta fou substituïda per una de pedra en el segle xii, engrandida posteriorment el 1417. El poeta R. S. Thomas en fou el vicari entre els anys 1967 i 1978; situat el temple a tocar del mar, a vegades la congregació no podia sentir el sacerdot pel vent i les onades. Al centre del poble i situat a la confluència dels rius Daron i Cyll-y-felin es dreça un pont del segle xviii que és un dels principals atractius fotogràfics de la vila.

## Turisme
Antigament un poblet de pescadors, actualment la indústria turística és la primera activitat d'Aberdaron; la seva platja va rebre la Bandera Blava el 2005. El poble és molt freqüentat en els mesos d'estiu, tant pels amics de fer bronzo com pels afeccionats als esports nàutics. Moltes de les casetes del poble han esdevingut segones residències per estiuejar-hi; l'Església Adventista del Setè Dia té unes instal·lacions amb cabanes i espai d'acampada per llogar. Dos hotels, "The Ship" i el "Ty Newydd", nombrosos B&B ("Bed and Breakfast"), dos cafès/salons de te i un aparcament cèntric fan la població un lloc ideal per excursions a peu. Diverses botigues venen productes per la platja.
Tres línies d'autobús comuniquen Aberdaron amb la ciutat més propera, Pwllheli, que té estació de tren.

## Rodalies d'Aberdaron

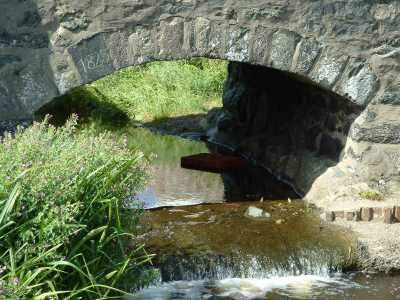
Pont a la confluència dels rius Daron i Cyll-y-felin

Enfront del poble hi ha l'Ynys (=Illa) Enlli (en anglès rep el nom de Bardsey Island), la llegendària illa dels 20.000 sants i en l'actualitat un lloc molt popular per als observadors d'ocells.
A 3 quilòmetres al sud-oest del poble, carretera enllà, es troba el Mynydd (=turó, muntanya) Mawr, que té una zona de pícnic amb magnífiques vistes de la mar cap a l'Ynys Enlli. Una carretera mena al cim del turó, propietat del National Trust, i diversos senders creuen la zona. Un antic punt de guaita costanera proporciona un bon punt d'observació de l'estret i l'('illa) Ynys Enlli, i és també un lloc excel·lent per contemplar la posta de sol en vespres clars, especialment al juny. A la nit, el far de South Stack és visible en la distància. Al peu del Mynydd Mawr hi ha les restes d'una antiga església del segle vi i al costat la "font de Santa Maria", Ffynnon Fair, una déu d'aigua dolça que dues vegades al dia és coberta per la marea. Aquesta era la darrera parada dels pelegrins abans de creuar l'estret per anar a Enlli.
Possiblement, una de les platges més interessants vora Aberdaron és Porth Oer. Aquesta badia, a uns dos quilòmetres del poble, és coberta d'una fina sorra blanca que xiula quan hom hi camina; el seu nom anglès és Whistling Sands (Sorra xiuladora).